# Alope spinifrons
Alope spinifrons är en kräftdjursart som först beskrevs av H. Milne Edwards 1837.  Alope spinifrons ingår i släktet Alope och familjen Hippolytidae. Inga underarter finns listade i Catalogue of Life.

## Bildgalleri

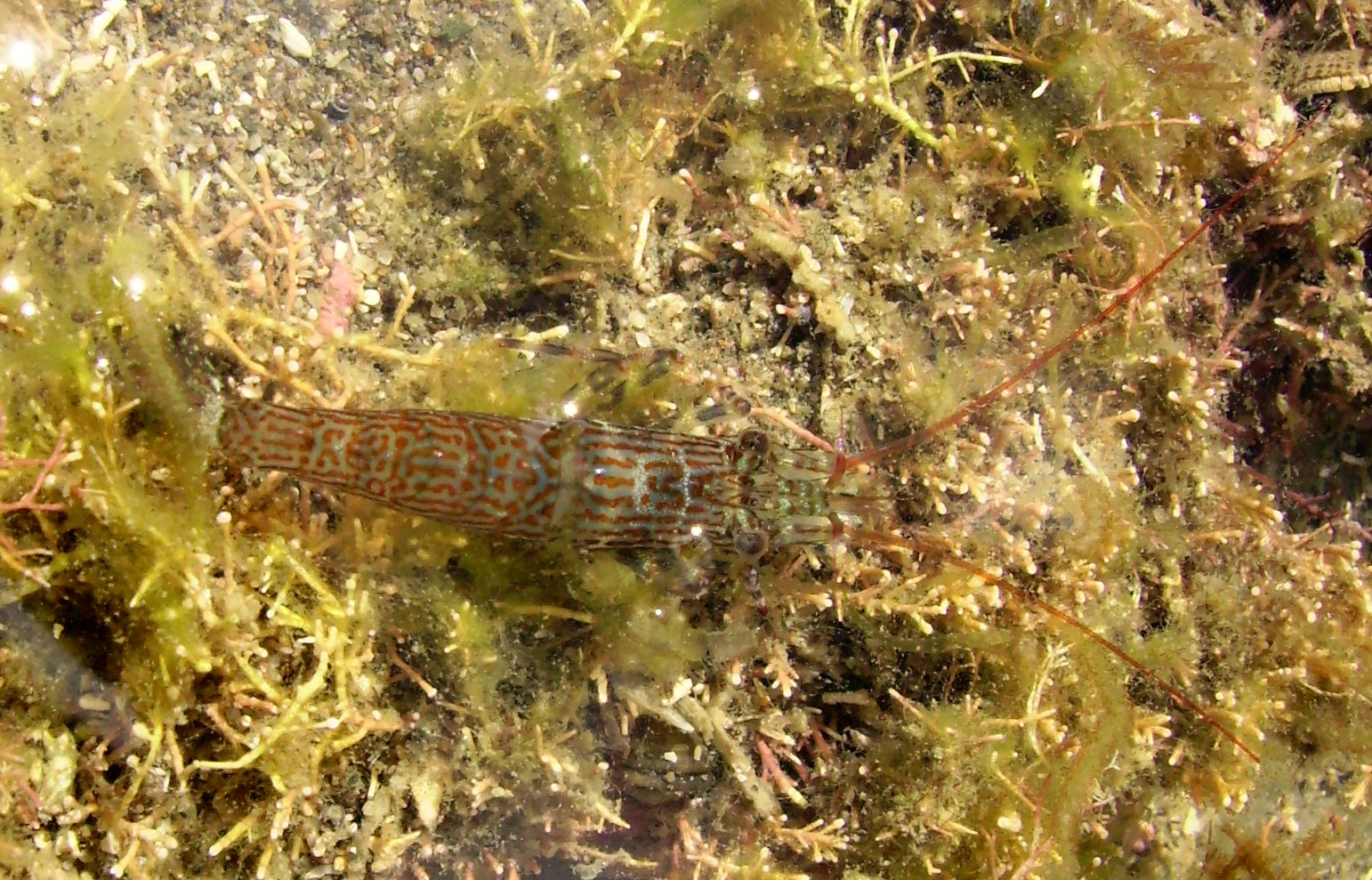